# Discoglypha hampsoni
Discoglypha hampsoni là một loài bướm đêm trong họ Geometridae.